# William S. Massey
William Schumacher Massey (* 23. August 1920 in Granville, Illinois; † 17. Juni 2017 in Hamden, Connecticut) war ein US-amerikanischer Mathematiker, der sich mit Algebraischer Topologie befasste.
Massey studierte an der University of Chicago mit dem Bachelor-Abschluss 1941 und dem Master-Abschluss 1942 und wurde 1948 an der Princeton University bei Norman Steenrod promoviert (Classification of mappings of an (n+1)-dimensional space into an n-sphere), an der er 1948 bis 1950 Fellow des Office of Naval Research war. 1950 wurde er Assistant Professor und 1955 Professor an der Brown University (wobei er 1954/55 Visiting Associate Professor in Princeton war). 1960 bis zu seiner Emeritierung 1991 war er Professor an der Yale University, an der er 1968 bis 1971 der Fakultät vorstand.
Massey schrieb mehrere Lehrbücher der Algebraischen Topologie. Eine Kohomologie-Operation, das Massey-Produkt, ist nach ihm benannt. 1952 führte er das Verfahren der Exakten Paare (Exact couples) zur Berechnung von Spektralsequenzen ein.
Er war seit 1958 Mitglied der American Academy of Arts and Sciences.

## Schriften
- Algebraic Topology- an introduction, Graduate Texts in Mathematics, Springer Verlag 1977
- A basic course in algebraic topology, Graduate Texts in Mathematics, Springer Verlag 1991
- Singular homology theory, Graduate Texts in Mathematics, Springer Verlag 1980
- Homology and cohomology theory: an approach based on Alexander-Spanier cochains, New York: Dekker 1978